# IOS 13
iOS 13 — тринадцята версія мобільної операційної системи iOS, розроблена компанією Apple Inc., яка є наступником iOS 12. Її було представлено на конференції Worldwide Developers Conference 3 червня 2019 року. Наступником є IOS 14.

## Особливості

### Система
iOS 13 включає в себе загальносистемний темний режим, доступний для стокових додатків і системних інтерфейсів iOS.
Клавіатура iOS отримала функцію під назвою QuickPath, яка дозволяє користувачеві вводити текст, проводячи пальцем по клавіатурі. Ця функціональність подібна до клавіатур сторонніх розробників.

### Повідомлення
Всі пристрої iOS з процесором A8X або новішими можуть створювати власні Memoji. Ці Memoji можуть бути використані як зображення профілю iMessage.

### Додатки
Оновлено програму "Карти".
iOS 13 отримала абсолютно оновлену програму нагадування. У ній з'явилася можливість вгадати, коли необхідно нагадати користувачу про подію.

### Продуктивність
Apple заявила, що оновлення програм будуть на 60 відсотків меншими, а програми меншими на 50 відсотків.

### Інше
Версія iOS для iPad отримала назву iPadOS.

## Підтримувані пристрої
iOS 13 перестала підтримувати декілька пристроїв. Пристрої що не отримали підтримку останньої версії операційної системи це iPhone 6 / 6 Plus, iPad Air, iPad mini 2, iPad mini 3, та iPod touch шостого покоління. Пристрої, підтримують iOS 13:

### iPhone
- iPhone 6S
- iPhone 6S Plus
- iPhone SE
- iPhone 7
- iPhone 7 Plus
- iPhone 8
- iPhone 8 Plus
- iPhone X
- iPhone XS
- iPhone XS Max
- iPhone XR
- iPhone 11
- iPhone 11 Pro
- iPhone 11 Pro Max
- iPhone SE (2020)

### iPod Touch
- iPod Touch (7‑го покоління)